# Addy
Addy – jednostka osadnicza w Stanach Zjednoczonych, w stanie Waszyngton, w hrabstwie Stevens.